# 증평 율리 석조관음보살입상
증평 율리 석조관음보살입상(曾坪 栗里 石造觀音菩薩立像)은 충청북도 증평군 증평읍에 있는 고려시대의 보살상이다. 2002년 3월 15일 충청북도의 문화재자료 제36호 '괴산 율리석조관읍보살입상'으로 지정되었다. 이후 현재의 문화재 명칭으로 변경되었다.

## 개요
증평읍사무소에서 증천교 직전 청원군 초정 방면으로 540번 지방도를 따라 율리 방면으로 가다보면 삼기(율리)저수지가 나온다. 저수지 건너편 산 밑에 관음보살입상 1구가 서 있다.
이 불상은 본래 마을 입구 길가에 있었던 것을 1979년 7월 삼기저수지가 완공돼 수몰되자 10여m 위 언덕으로 옮겼다가 2006년 보수공사와 함께 지금의 위치로 이전했다.
불상의 높이는 2.3m 정도이고 머리에는 높은 보관을 썼으며 얼굴과 몸체는 양감이 풍부하고 힘이 넘쳐 보이는 당당한 모습이다.
인상은 풍만하나 목에 삼도는 없고, 왼손은 아래로 늘어뜨리고 오른손은 가슴에 얹었다. 이 수인은 중생의 모든 소원을 들어주고 두려움을 떨쳐버린다는 의미를 담고 있는 여원시무외인이다.
보관 밑에 굵은 띠가 불러져 있고, 정면에는 둥근 장식이 있으나 띠 안의 문양은 마모돼 잘 보이지 않는다. 법의는 양쪽 어깨에 걸쳐 입은 통견이며, 양쪽 다리에는 활모양의 옷 주름이 밀착되게 늘어져 있다.
불상의 앞면은 정성을 들여 표현하고 손도 매우 크게 표현했으나 뒷면은 다듬기만 하고 옷주름을 조각하지 않았다. 이전할 당시 발견된 지석에 따르면 '숭정후갑신년십월일립(崇幀後甲申年十月日立)'이라 적혀 있어 조선 숙종30년(1704)에 조성된 것처럼 기록돼 있으나 불상의 조각양식으로 볼 때는 고려시대의 작품으로 추정된다.

## 문화재 지정 사유
보관을 쓴 머리형태에서 충북지방 고려 불상의 특징을 볼 수 있으며 당당한 체구와 양감이 있는 조각수법이 비교적 수작에 속한다고 할 수 있으므로 문화재로 지정할만한 충분한 가치가 있다.

## 현지 안내문
이 불상은 화강암으로 만들어진 관음보살입상으로서 본래는 마을 입구의 길가에 있었는데 1979년 7월에 삼기저수지가 완공되어 수몰되게 되자 지금의 위치로 옮겨 세웠다. 불상의 높이는 2.1m이다. 머리는 높은 보관(寶冠)을 했으며 얼굴과 몸매는 양감이 풍부하고, 힘이 넘쳐 보이는 당당한 모습이다.
인상은 풍만하나 목에 삼도(三道)는 없으며, 왼손은 아래로 늘어뜨리고 오른손은 가슴에 얹은 모습이다. 이 수인(手印)은 중생의 모든 소원을 들어 주고 두려움을 떨쳐버린다는 의미를 담고 있는 여원시무외인(如願施無畏印)이다. 보관 밑에 굵은 띠가 돌려져 있고 정면에는 둥근 장식이 있으나 띠 안의 문양은 마모되어 잘 보이지 않는다.
법의(法衣)는 양쪽 어깨에 걸쳐 입은 통견(桶肩)으로 표현되었으며, 양쪽 다리에는 활모양의 옷 주름이 밀착되게 들어져 있다. 불상의 앞면은 정성을 들여 표현하고 손도 매우 크게 표현하였으나 뒷면은 다듬기만 하고 옷 주름을 조각하지 않았다.
이전할 당시 발견된 지석(誌石)에 따르면 '숭정후갑신년십월일립(崇禎後甲申年十月日立)'의 명기(銘記)가 있어 조선 숙종 30년(1704년)에 조성된 것으로 기록되어 있으나 불상의 조각양식으로 볼 때는 고려시대의 작품으로 추정된다.

## 참고 자료
- 증평 율리 석조관음보살입상 - 국가유산청 국가유산포털